# Will Rogers

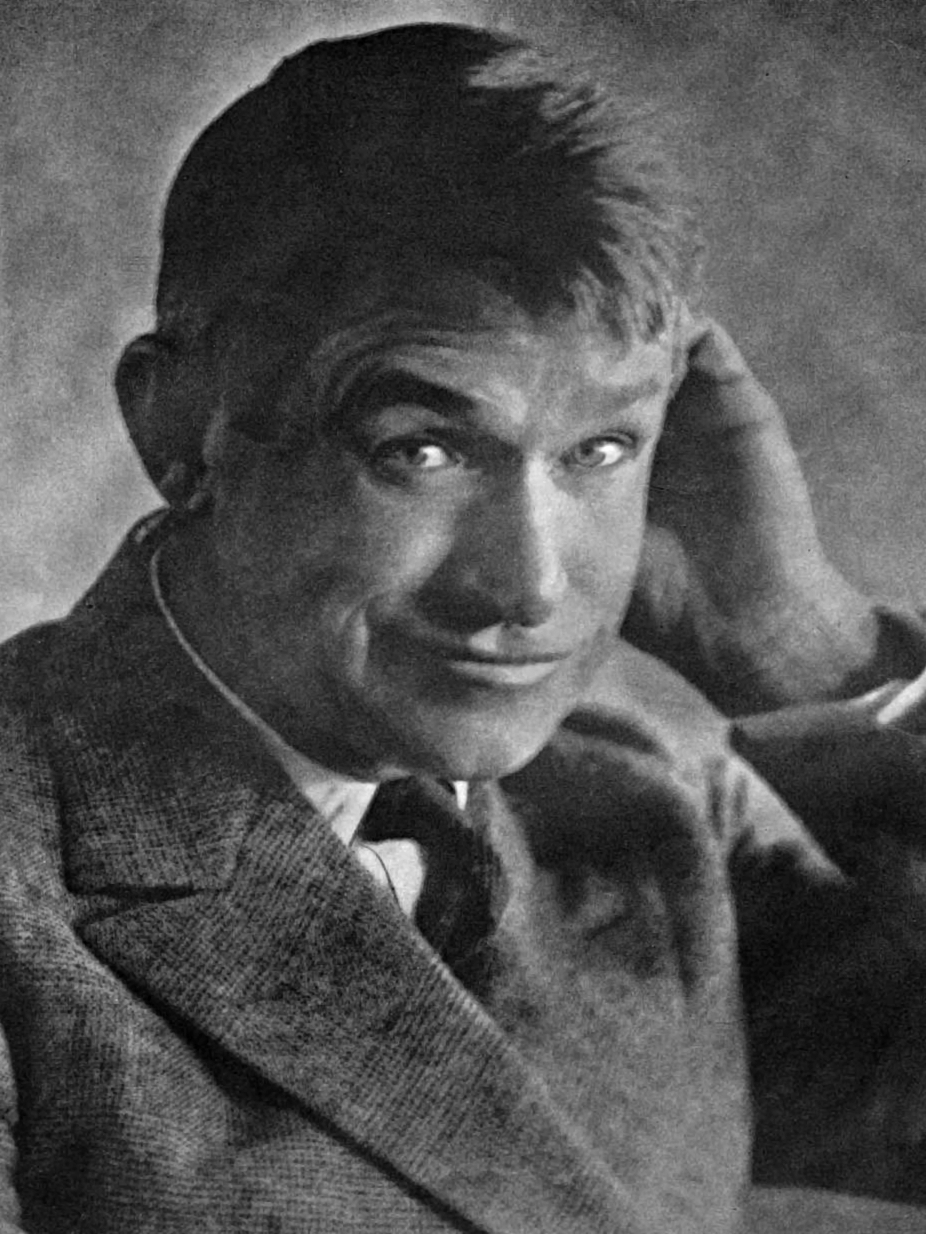
Will Rogers

Will Rogers (Oolagh, Oklahoma, 1879- Point Barrow, Alaska, 1935) fou un comediant i humorista nord-americà d'origen cherokee. De família molt mesclada que va lluitar amb els Confederats. Mal estudiant i indisciplinat, va dur una vida aventurera en circs arreu del món, fins i tot en el show de Ziegfield. El 1908 va tornar i la seva muller el convencé de publicar els seus monòlegs humorístics: Cowboy Philosopher on the Peace Conference i The Cowboy Philosopher on Prohibition (1919). El 1922 va publicar una columna diària i el 1926 viatjà per Europa com a ambaixador oficiós. També va fer shows en cinema com A Connecticut Yankee (1931), i va morir en un accident d'aviació en el cim de la seva popularitat.